# Characoma deleta
Characoma deleta är en fjärilsart som beskrevs av George Francis Hampson 1905. Characoma deleta ingår i släktet Characoma och familjen trågspinnare. Inga underarter finns listade i Catalogue of Life.